# Saint-Vincent-de-Lamontjoie
Saint-Vincent-de-Lamontjoie is een gemeente in het Franse departement Lot-et-Garonne (regio Nouvelle-Aquitaine) en telt 197 inwoners (1999). De plaats maakt deel uit van het arrondissement Nérac.

## Geografie
De oppervlakte van Saint-Vincent-de-Lamontjoie bedraagt 15,8 km², de bevolkingsdichtheid is 12,5 inwoners per km².
De onderstaande kaart toont de ligging van Saint-Vincent-de-Lamontjoie met de belangrijkste infrastructuur en aangrenzende gemeenten.

## Demografie
Onderstaande figuur toont het verloop van het inwonertal (bron: INSEE-tellingen).